# Oskar Bätschmann
 (avril 2024).
Si vous disposez d'ouvrages ou d'articles de référence ou si vous connaissez des sites web de qualité traitant du thème abordé ici, merci de compléter l'article en donnant les références utiles à sa vérifiabilité et en les liant à la section « Notes et références ».
Oskar Bätschmann, né le 15 septembre 1943 à Lucerne, est un historien d'art suisse.

## Carrière
Oskar Bätschmann a fréquenté les écoles de Kriens et de Lucerne. Il étudie l'histoire de l'art, l'allemand et la philosophie à l'université de Florence et à l'Université de Zurich. Après avoir obtenu son Doctorat sous la direction d' Emil Maurer à l'Université de Zurich en 1975, il effectue des séjours de recherche avec une bourse à Rome à la Bibliotheca Hertziana, à Paris à la Bibliothèque nationale de France du Louvre et à Londres à l'Institut Warburg.
De 1978 à 1983, Oskar Bätschmann est conservateur au Musée du Design de Zurich et, à partir de 1979, maître de conférences à l'Université de Zurich. Après avoir obtenu son habilitation en 1981, il occupe des postes d'enseignement à l'Université de Zurich ainsi qu'à l'Université de Berne. De 1984 à 1988, il est professeur d'histoire de l'art à l'Université Albert Ludwig de Fribourg-en-Brisgau, de 1988 à 1990 professeur d'histoire de l'art à l'Université Justus Liebig de Giessen puis de 1990 à 1991 Getty Scholar au Getty Center for the History of Art and the Humanities, Santa Monica. Il devient professeur ordinaire d'histoire de l'art moderne et contemporain à l'Université de Berne et co-directeur de l'Institut d'histoire de l'art. De 1992 à 2015, il est membre du comité directeur de l'Académie suisse des sciences humaines et sociales (SAGW). De 2001 à 2003, il est doyen de la Faculté des arts et des sciences humaines de l'Université de Berne. De 2004 à 2012, il est membre de la Commission nationale de recherche du Fonds national suisse de la recherche scientifique et jusqu'en 2015, membre de la Commission du Fonds national suisse pour les chaires de promotion. En 2008/2009 et en 2016, il enseigne à l'Université normale nationale de Taipei.
Depuis sa retraite, il est professeur associé et directeur du projet Catalogue raisonné des peintures de Ferdinand Hodler à l'Institut Schweizerischen Instituts für Kunstwissenschaft (SIK ISEA). En 2009-2010, il est Wittkower-Professor à la Bibliotheca Hertziana à Rome. Un "Wittkower-Professor" est un titre académique honorifique ou prestigieux attribué à un professeur dans le domaine de l'histoire de l'art, en référence au célèbre historien de l'art Rudolf Wittkower. Cette désignation est souvent associée à une chaire d'enseignement ou de recherche dans une institution renommée, et elle reconnaît généralement l'excellence et l'expertise du professeur dans ce domaine spécifique. Ensuite, en 2012-2013, il devient professeur au Center for Advanced Study in the Visual Arts (CASVA) à la National Gallery of Art de Washington, D.C. En 2010, Bätschmann a été élu membre titulaire de l'Academia Europaea. Depuis 2017, il est membre honoraire de l'Académie suisse des sciences humaines et sociales (SAGW).
Oskar Bätschmann est l'auteur de nombreux ouvrages. Ses recherches portent sur Leon Battista Alberti, Hans Holbein le Jeune, Nicolas Poussin, Ferdinand Hodler, l'histoire de l'artiste moderne et les problèmes méthodologiques de l'histoire de l'art. Il invente le terme artiste d'exposition.

## Œuvres (sélection)
- Nicolas Poussin, diaclectique de la peinture . Livres de réaction, Londres 1990.
- avec Pascal Griener : Hans Holbein . Livres de réaction, Londres 1997,  (ISBN 0-948462-96-5) .
  - 2e édition révisée et augmentée : Reaction Books, Londres 2014,  (ISBN 978-1-78023-171-6)
  - Édition allemande : DuMont, Cologne 1997,  (ISBN 3-7701-3923-2) (également éditions française et néerlandaise).
- Artiste d'exposition. Culte et carrière dans le système de l'art moderne . DuMont, Cologne 1997,  (ISBN 3-7701-4024-9) .
- Giovanni Bellini . Livres de réaction, Londres 2008.
  - Édition allemande : CH Beck, Munich 2008.
- Édouard Manet . CH Beck, Munich 2015.
- Ferdinand Hodler. Catalogue raisonné des tableaux , 4 tomes. Institut suisse d'études artistiques et Scheidegger & Spiess, Zurich 2008–2018.
- Le public artistique. Une histoire courte . Hatje Cantz Verlag, Berlin 2023,  (ISBN 978-3-7757-5527-6) .